# Krivaja Pustara
Krivaja Pustara est un village de la municipalité de Crnac située dans le comitat de Virovitica-Podravina en Croatie.